# Matryomin
 (avril 2016).
Si vous disposez d'ouvrages ou d'articles de référence ou si vous connaissez des sites web de qualité traitant du thème abordé ici, merci de compléter l'article en donnant les références utiles à sa vérifiabilité et en les liant à la section « Notes et références ».
Le matryomin (マトリョミン, matoryomin) est un instrument de musique électrique inventé par le musicien japonais Masami Takeuchi (ja), dont le premier exemplaire fut commercialisé en 2004.

## Origine
Le matryomin a été créé d'après le thérémine, duquel il tire son principe de fonctionnement : deux antennes produisant un champ magnétique permettent de générer deux paramètres sonores, la hauteur de note et son intensité, traduits en sons électroniquement dans le haut-parleur de l'instrument. Néanmoins, dans le cas du matryomin, il n'y a qu'une seule antenne, celle qui règle la hauteur du son.
Son nom est un mélange de « poupée russe » ou matriochka, en japonais matoryōshika (マトリョーシカ), et de « thérémine » (ou thereminvox)[réf. souhaitée].

## Ensembles de matryomins
Le 20 juillet 2013 est homologué le record du monde du plus grand ensemble de thérémines, avec un groupe de 272 joueurs de matryomin jouant ensemble à Hamamatsu.